# Édouard van Beneden

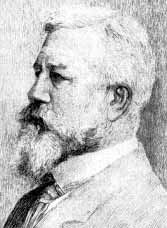
Edouard Van Beneden.

Édouard Joseph Louis-Marie Van Beneden (1846-1910) fue un biólogo belga nacido en Lovaina y muerto en Lieja. Estudió e investigó el área de la citología y la embriología. También fue profesor de zoología en la Universidad de Lieja. 
Ingresó a la Universidad de Lieja en 1870, donde siguió sus estudios de morfología comparativa. En 1883 observó y describió el proceso de meiosis en el parásito Ascaris, demostrando que el proceso de fecundación se realiza entre dos pronúcleos, uno masculino y otro femenino, los cuales portan la mitad de cromosomas para la próxima célula. En 1887, observó que en la primera división celular que llevaba a la formación de un huevo, los cromosomas no se dividían en dos longitudinalmente como en la división celular asexual, sino que cada par de cromosomas se separaba para formar dos células, cada una de las cuales presentaba tan sólo la mitad del número usual de cromosomas. Posteriormente, ambas células se dividían de nuevo según el proceso asexual ordinario. Van Beneden denominó a este proceso "Meiosis". También demostró que el número de cromosomas es constante para cada especie.

## Obra
- Les Anthozoaires de la Plankton-Expedition; Die Anthozoen der Plankton-Expedition. In: Ergebnisse der von Mitte Juli bis Anfang November 1889 im Atlantischen Ocean ausgeführten Plankton-Expedition der Humboldt-Stiftung. Lipsius und Tischer, Kiel y Leipzig 1898

- La maturation de l'oeuf, la fecondation, et les premieres phases du développement embryonnaire des mammifères, d'aprés des recherches faites chez le lapin : communication préliminaire en Bulletins de l'Académie royale de Belgique. 2me.série ; 40(12) 1875

## Literatura
- M.C. Van Dyck. Édouard van Beneden. 2011. doi 10.1002/9780470015902.a0002933